# Bill Hayes (acteur)
Ne doit pas être confondu avec Bill Hayes.
Pour les articles homonymes, voir Hayes.
William Foster Hayes III, né le 5 juin 1925 à Harvey dans l'Illinois et mort le 12 janvier 2024 à Studio City en Californie, est un acteur et un musicien américain.
Il est connu pour être l'interprète de La Ballade de Davy Crockett, chanson en tête du classement Billboard en 1955.
Après une carrière musicale dans les années 1940, Hayes se tourne vers une carrière d’acteur. Au début des années 1970, il incarne le personnage de Doug Williams dans Day of our Lives (Des jours et des vies) pour la chaîne NBC? Il l’incarnera jusqu’en 2023.

## Jeunesse et carrière
Bill est né William Foster Hayes III le 5 juin 1925 à Harvey dans l'Illinois. Il va à l’école primaire de Whittier puis au collège de Thornton Township. En mars 1943, en première année à l'université DePauw, il s’engage dans l’aéronavale (U.S Navy Air Corps), et reçoit son affectation le jour de ses 18 ans. Son service commence le 1er juillet 1943. Pendant 27 mois, il étudie pour devenir pilote de chasse. 
La guerre se termine deux semaines avant son affectation sur un porte-avion comme Second Lieutenant dans la Marine en tant que pilote de F8F. Il reçoit l’American Campaign Medal et la Word War II Victory Medal. Il choisit d’arrêter son service. 
Après cinq semaines de célébration avec ses amis sur la route dans le Midwest, il rentre pour terminer une licence en arts à l'université DePauw, où il est membre de la fraternité étudiante Lambda Chi Alpha. Il reçoit son diplôme en 1947 avec une double spécialité : musique et anglais.
Hayes est chanteur pour l’émission de variété de Sid Caesar et Imogene Coca Your Show of Shows dans les années 1950. Il tient un second rôle dans la comédie-noire Le Bal des mauvais garçons (Stop, you’re Killing Me). 
Pendant l’engouement pour Davy Crockett, trois versions de The Ballad of Davy Crockett se retrouvent dans le top 30. La version de Hayes occupe la première place du Billboard Hot 100 pendant cinq semaines. Deux millions de copies sont vendues et il reçoit un disque d’or. 
Il joue à Broadway dans Me and Juliet de Rodgers and Hammerstein en 1953. Il enregistre plusieurs succès, dont The Berry Tree, des reprises de High Noon et Wringle Wrangle; Wringle Wrangle devient numero 33 en 1957 au Billboard Hot 100.

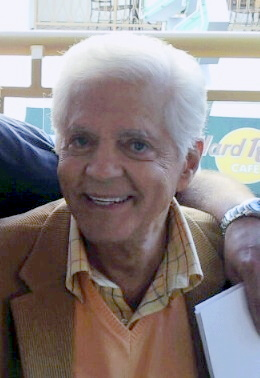
Hayes en 2010

Dans la série Des jours et des vies, Hayes apparait comme détenu chanteur de salon (Lounge singer).
Le personnage de Doug revient en 1986 et 1987, en 1993 et 1996. En 1999, il revient et reste jusqu’à la fin. Son personnage est tué au printemps de 2004 par Dr Marlena Evans. Dans un twist sorti du chapeau de James E. Reilly (en), Doug est retrouvé vivant sur une île tropicale et rentre auprès de sa femme.
En 2017, un documentaire sort sur internet racontant la vie de Bill Hayes intitulé World by the Tail.
Le 27 juin 2017, dans le The Tonight Show Starring Jimmy Fallon, sa présence dans le public suscite une interview improvisée.  Au sommet de sa carrière, Hayes a été invité par Johnny Carson au Tonight Show.

## Vie privée
Hayes est diplômé de l'université DePauw avec une double spécialisation en musique et en anglais, où il était membre de Lambda Chi Alpha. Il a obtenu un master en musique à l'université Northwestern et un doctorat en éducation à l'université de Virginie-Occidentale.

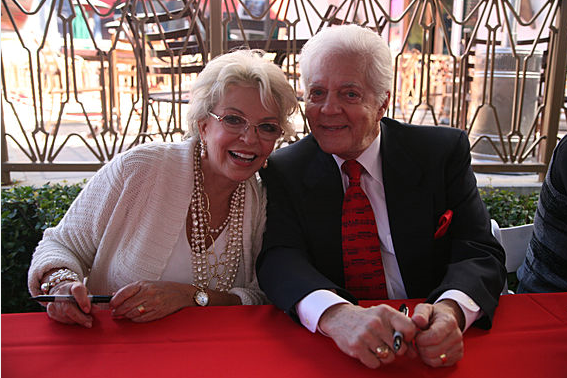
Hayes (à droite) avec sa femme Susan (à gauche) en 2010

Il est marié avec Mary Hobbs de 1947 à 1969; ils ont cinq enfants. Il épouse ensuite Susan Seaforth Hayes, actrice dans Des jours des vies depuis 1974. En 1976, ils paraissent en couverture du Time. En 2005, ils publient leurs biographie commune, intitulé Like Sands Through the Hourglass. Ils ont soutenu le centre de réhabilitation de West Texas, animant le Telethon à Abilene au Texas.
Hayes meurt le 12 janvier 2024 à l'âge de 98 ans.

## Filmographie
(janvier 2024).
- Days of Our Lives (Doug Williams: 1970–1984; 1986–1987; 1993; 1994; 1996; 1999–2023 (recurring)
- Miracle at Gate 213 (téléfilm) – Louis Darling (2013)
- Frasier (série télévisée) (Frasier Has Spokane) – Sully (2002)
- Matlock  (série télévisée) (The Reunion) – George Dutton (1988)
- Password Plus – Himself (1979)
- Cade's County  (série télévisée) (1972)
- The Interns  (série télévisée) (The Price of Life) – Vern Anderson (1970)
- The Wednesday Play – In Two Minds (1967)
- Once Upon a Mattress (TV Special) – Minstrel (1964)
- The Cardinal (Film) – Frank (1964)
- True Story (TV Series) – Larry Foster (1961)
- Here's Hollywood (TV Variety Series) – Himself-multiple appearances (1961)[2]
- Show of the Week-Music of the Thirties – Himself (1961)
- Music for a Christmas Night – The Gift of Song (TV Music Special) – Himself (1960)[3]
- Bell Telephone Hour (TV Variety Series) – Himself (1960)
- Voice of Firestone (TV Variety Series) – Himself (1959)
- Oldsmobile Music Theatre (TV Drama Series) – Host (1959)
- Kiss Me Kate (TV Special) – Bill Calhoun/Lucentio (1958)
- Little Women (TV Special-Musical) – John Brooke (1958)
- Yeoman of the Guard (Hallmark Hall of Fame TV Special) – Colonel Fairfax (1957)
- The Big Record (TV Variety Series) – Himself-multiple appearances (1957)
- Club 60 (TV Variety Series) – Himself (1957)
- Max Liebman Presents (TV Variety Series) – Himself (1956)
- The Ernie Kovacs Show (TV Variety Series) – Himself (1956)
- Rocket Revue (TV Variety Series) – Himself (1956)
- Variety (TV Special) (1955)
- Percy Faith Hour (TV Variety Series) (1955)
- The Woolworth Hour (TV Variety Series) (1955)
- General Foods 25th Anniversary Show: A Salute to Rodgers and Hammerstein (1954)
- Ed Sullivan's Toast of the Town (TV Variety Series) (1953)
- Stop, You're Killing Me (Film) – Chance Whitelaw (1952)

## Récompenses et nominations
- Daytime Emmy Award : Meilleur acteur, série dramatique (nomination) (1975  et 1976 )
- Soapy Awards : Acteur de l'année (1977)
- Daytime TV Magazine Reader's Poll: Meilleur acteur (1973, 1976, 1977, et 1978 )
- Afternoon TV Magazine : Meilleur acteur (1974)
- Médaille d'or du magazine Photoplay : star masculine de jour préférée (1977  et 1978 )

En 2016, le Prix Bill Hayes de théâtre musical est créé par l'Association nationale des professeurs de chant.
Le 29 avril 2018, la National Academy of Television Arts & Sciences a remis à Bill Hayes et Susan Seaforth Hayes les Lifetime Achievement Awards lors de la 45e édition des Daytime Emmy Awards.